# Please Forgive Me
Please Forgive Me è un singolo del cantante canadese Bryan Adams, pubblicato il 2 novembre 1993 come unico estratto dal primo greatest hits So Far So Good.

## Descrizione
Il brano fu realizzato come traccia bonus del greatest hits So Far So Good. La canzone è una lenta power ballad, scritta dallo stesso Adams, insieme al produttore Robert Lange. Il brano figura un intro strumentale, presente soltanto nell'album e non nel CD singolo.
Fu l'unico singolo dell'artista ad arrivare al numero 1 in Australia, ed ottenne un buon successo anche nel resto del mondo, ottenendo una settima posizione anche nella prestigiosa Billboard Hot 100. Le vendite si stimano in circa 3 milioni di copie.

## Accoglienza
Larry Flick di Billboard ha ritenuto che la canzone "lo colloca in un ruolo familiare: triste e romantico", e ha affermato che "la ballata rock incorniciata dalla chitarra è un successo facile, grazie all'amichevole voce stridente di Adams, esposta al mondo, e a un ritornello contagioso"."La descrisse anche come una "melodia maestosa" e un "delizioso colpo di piacere per le orecchie". Pete Stanton degli Smash Hits ha dato a "Please Forgive Me" due stelle su cinque, ritenendo che "percorre lo stesso percorso" di "(Everything I Do) I Do It for You", "ma non tocca le corde del cuore allo stesso modo. La voce gutturale è ancora lì".

## Video musicale
Il videoclip, diretto dal regista Andrew Catlin, con il montaggio di Simon Hilton, è stato trasmesso per la prima volta nell'ottobre 1993 e mostra Adams ed il suo gruppo registrare il brano in uno studio di incisione, in cui è presente anche un cane, lo stesso che viene mostrato nella copertina del singolo.
Ha ottenuto un totale di oltre 900 milioni di visualizzazioni sui canali ufficiali YouTube.

## Tracce
CD-Maxi
1. Please Forgive Me (Radio Mix) – 5:03
2. Can't Stop This Thing We Started (Live) – 4:59
3. There Will Never Be Another Tonight (Live) – 5:33
4. C'mon Everybody (Live) – 4:02

7" Single
1. Please Forgive Me – 5:56
2. Cuts Like A Knife – 5:16

## Formazione
- Bryan Adams – voce
- James Hutchinson – basso
- Shane Fontayne – chitarre
- Keith Scott – chitarra solista
- Mickey Curry – batteria
- David Paich – tastiere
- Robbie Buchanan – tastiere

## Classifiche

### Classifiche settimanali
| Classifica (1993/94)             | Posizione massima |
| -------------------------------- | ----------------- |
| Australia                        | 1                 |
| Austria                          | 2                 |
| Belgio (Fiandre)                 | 1                 |
| Canada                           | 1                 |
| Danimarca                        | 5                 |
| Europa                           | 2                 |
| Finlandia                        | 2                 |
| Francia                          | 1                 |
| Germania                         | 3                 |
| Irlanda                          | 1                 |
| Islanda                          | 2                 |
| Italia                           | 6                 |
| Lituania                         | 1                 |
| Norvegia                         | 1                 |
| Nuova Zelanda                    | 7                 |
| Paesi Bassi                      | 3                 |
| Panama                           | 2                 |
| Perù                             | 2                 |
| Portogallo                       | 1                 |
| Regno Unito                      | 2                 |
| Stati Uniti                      | 7                 |
| Stati Uniti (mainstream rock)    | 2                 |
| Stati Uniti (adult contemporary) | 2                 |
| Svezia                           | 2                 |
| Svizzera                         | 2                 |

### Classifiche di fine anno
| Classifica (1993)                | Posizione |
| -------------------------------- | --------- |
| Australia                        | 10        |
| Belgio (Fiandre)                 | 74        |
| Canada                           | 37        |
| Germania                         | 94        |
| Paesi Bassi                      | 90        |
| Classifica (1994)                | Posizione |
| Australia                        | 8         |
| Austria                          | 23        |
| Belgio (Fiandre)                 | 32        |
| Canada                           | 11        |
| Germania                         | 47        |
| Italia                           | 19        |
| Paesi Bassi                      | 99        |
| Stati Uniti                      | 27        |
| Stati Uniti (adult contemporary) | 5         |
| Svezia                           | 61        |
| Svizzera                         | 35        |

### Classifiche di fine decennio
| Classifica (1990-1999) | Posizione |
| ---------------------- | --------- |
| Belgio (Fiandre)       | 10        |
| Canada                 | 43        |

## Riconoscimenti
- APRA Music Awards[53]
  - 1994 – Candidatura alla canzone straniera più rappresentata
- Juno Awards[54]
  - 1995 – Candidatura alla canzone dell'anno
- MuchMusic Video Awards
  - 1994 – Miglior video straniero